# Kafle

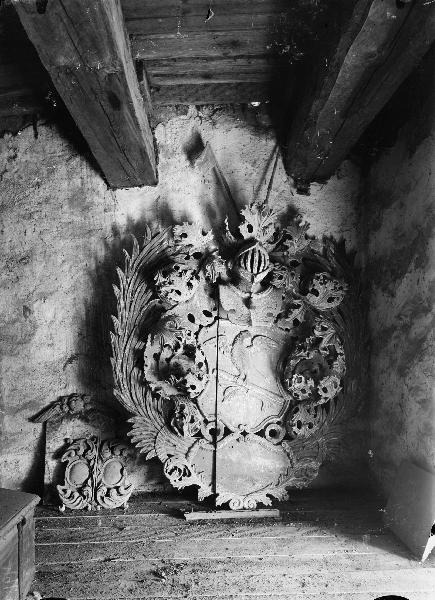
Vapen för Erland Kafle i Järpås kyrka.

Kafle var en uradlig svensk frälsesläkt från Västergötland. Släktgård för släkten Kafle var gården Hallanda i Broddarps socken, Västergötland.

## Historik
Ättens vapen är nästan identiskt med ätten Lilliehööks, med en hök ovanför en halv lilja, men som i Kavlevapnet är utökad med en balkvis ställd budkavle, mellan fågeln och en utväxande halv lilja, allt av guld, på vilken en hök flaxar. Den medeltida vapenversionen är känd från sigill och liknande, och senare versioner av vapnet är kända från kyrkor, som i Järpås kyrka, där man ser den målade skölden för Erland Kafle till Russelbacka och Bryne (1653-1729).
Ätten Kafle, som var känd redan före år 1442, genom Matts i Hallarne vilken bevittnade ett morgongåvobrev, som Lars Siggesson utfärdade på Simondatorp 1442.
Han kallas Matts Kafle i Hallarne 1460 och var då häradshövding i Gäsene härad.
Via hans son Lars Matsson (Kafle) känner vi sedan från ett sigill hans sonson Matts Laurensson Kafle, väpnare till Hallarne samt Roll, (Röhl, Rodil) i Bredareds socken, Älvsborgs län, som han erhöll genom sitt gifte.
Väpnaren Mats Larsson Kafle var häradshövding i Gäsene härad redan 1489-07-27. Han deltog såsom anhängare av unionen i händelserna 1497 och var under några månader av nämnda år hövitsman på Örestens fäste.
Han belönades 1505 med kungsgården Götala vid Skara, som han emellertid åter miste senast 1507. Hans sätesgård Hallarne brändes av danskarna 1511. Han stod vid resningen mot danskarna i början av år 1521 på kung Kristians sida, men övergick 1521 till riksföreståndaren Gustaf Eriksson (Vasa).
Mats Larsson var gift med Märta Lindormsdotter, dotter till riksrådet och västgötalagmannen Lindorm Björnsson (Vinge) och hans tredje fru Christina Laurensdotter. 
1. Dottern Bengta Mattsdotter var gift med Olof Bosson d. ä. (Oxehufvud).[5]
2. Hans son Lars till Hallarne samt Sjötorp i Larvs socken, Skaraborgs län ökade på ättens jordinnehav och förekommer i en frälselängd från 1568.

Några generationer senare introducerades Bengt Erlandsson år 1625 på Sveriges Riddarhus med den adliga ätten nr 70 på Riddarhuset, och efter detta blir ättlingarna till Matts i Hallarne ofta militärer och ämbetsmän och jurister.
Ätten dog ut på svärdssidan 12 mars 1912 med Erik Samuel Kafle, trots att den tidigare varit månghövdad. År 1928 dog den även ut på spinnsidan.
Flera giftermål förekommer med Hiertasläkten som också enligt tidigare tradition är ingift i Kafle.